# Mommu
Mommu (japonsky 文武天皇, Monmu-tennō, 683–707) byl čtyřicátý druhý císař Japonska v souladu s tradičním pořadím posloupnosti. Vládl od roku 697 do své smrti v roce 707.

## Životopis
Před nástupem na Chryzantémový trůn znělo jeho rodné jméno Karu-šinnó (princ Karu). Byl vnukem císaře Temmua a císařovny Džitó a synem prince Kusakabeho (662–689). Jeho matkou byla dcera císaře Tendžiho, princezna Abe, která později sama usedla na trůn jako císařovna Gemmei.
Princi Karuovi bylo pouhých šest let, když jeho otec, korunní princ Kusakabe, zemřel ve věku 28 let.
Roku 697, v 10. roce své vlády, se císařovna Džitó vzdala trůnu a následnictví připadlo jejímu vnukovi princi Karuovi, který prý krátce nato usedl na Chryzantémový trůn jako císař Mommu.
Císař Mommu vládl do své smrti v roce 707. Po něm nastoupila na trůn jeho matka císařovna Gemmei, která byla současně jeho sestřenicí z prvního a druhého kolene. Mommuova vláda trvala 10 let. Zemřel ve věku 25 let.
Místo, kde byl císař Mommu pohřben, je známo. Císař je tradičně uctíván v pamětní šintoistické svatyni (misasagi) v Naře. Úřad pro záležitosti japonského císařského dvora stanovil toto místo jako Mommuovo mauzoleum, takže nese formální jméno Hinokuma no Ako no oka no e no misasagi.

## Rodina
Císař Mommu měl tři manželky a s nimi 2 syny. První z nich, princ Obito, se později stal císařem Šómu.